# Magh Ithe
Magh Ithe è stato il luogo della prima battaglia a cui si possa risalire. È situato in Irlanda tra Lough Foyle e Lough Swilly in prossimità del River Finn. 
Secondo le cronache della storia medievale Irlandese, nell'anno 2670 a.C. entrò in Irlanda il semi-dio Grigenchosach con i suoi 800 uomini, così la gente del condottiero irlandese Partholón si scontrò in una battaglia. Alla fine della battaglia gli invasori di Grigenchosach furono sconfitti.